# 錦織村
錦織村（にしきおりむら）は、昭和31年（1956年）まで宮城県登米郡北東部にあった村。現在の登米市東和町錦織にあたる。

## 地理
- 河川：北上川

## 沿革
- 明治8年（1875年）10月17日 - 水沢県による村落統合にともない、西郡（にしこおり）村と嵯峨立村が合併して錦織村が成立。
- 明治12年（1879年） - 錦織村を西郡村と嵯峨立村に分割。
- 明治22年（1889年）4月1日 - 町村制施行にともない、西郡村と嵯峨立村が再合併して新制の錦織村が発足。
- 昭和31年（1956年）9月30日 - 米川村と合併し、日高村となる。

## 行政
- 歴代村長

| 代 | 氏名         | 就任                       | 退任                       | 備考 |
| -- | ------------ | -------------------------- | -------------------------- | ---- |
| 1  | 千葉忠太夫   | 明治22年（1889年）4月25日  | 明治26年（1893年）4月24日  |      |
| 2  | 及川喜代治   | 明治26年（1893年）4月28日  | 明治30年（1897年）4月27日  |      |
| 3  | 内崎甚兵衛   | 明治30年（1897年）4月28日  | 明治42年（1909年）4月24日  |      |
| 4  | 千葉惣右ェ門 | 明治42年（1909年）4月30日  | 大正5年（1916年）5月23日   |      |
| 5  | 佐藤甚右ェ門 | 大正6年（1917年）3月5日    | 大正8年（1919年）5月8日    |      |
| 6  | 春日乙部     | 大正8年（1919年）5月30日   | 昭和2年（1927年）7月4日    |      |
| 7  | 及川善治     | 昭和2年（1927年）7月9日    | 昭和11年（1936年）5月30日  |      |
| 8  | 佐藤惣治郎   | 昭和11年（1936年）9月2日   | 昭和19年（1944年）9月1日   |      |
| 9  | 千葉文七郎   | 昭和19年（1944年）9月7日   | 昭和21年（1946年）11月26日 |      |
| 10 | 及川健男     | 昭和22年（1947年）4月15日  | 昭和29年（1954年）9月30日  |      |
| 11 | 千葉文七郎   | 昭和29年（1954年）10月25日 | 昭和31年（1956年）9月29日  | 再任 |